# یودو

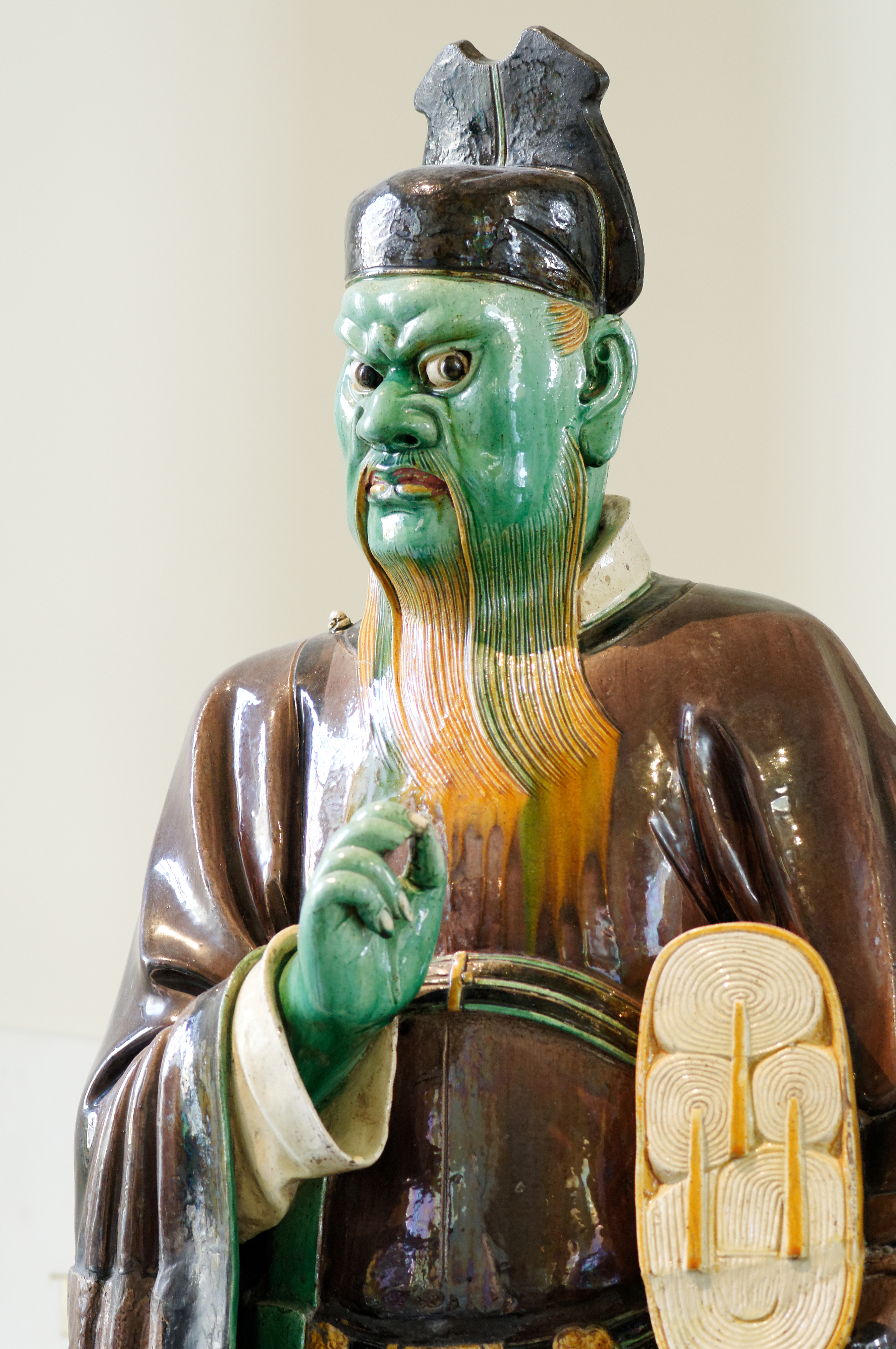
دستیار قاضی جهنم، شخصیتی از یک گروه قضاوت (شاید همان OA 1938.5-24.115)، سلسله مینگ

یودو (انگلیسی: Youdu) در اسطوره‌شناسی چین پایتخت جهنم یا دیو (اسطوره چینی) است. در میان دیگر ویژگی‌های جغرافیایی دیگر که به دیو اعتقاد دارند، تصور می‌شود که پایتخت شهر یودو نامیده می‌شود. این شهر به‌طور کلی شبیه به یک شهر معمولی پایتخت چین، مانند چانگ‌آن است، اما با تاریکی احاطه شده‌است.